# Themus shensianus
Themus shensianus es una especie de coleóptero de la familia Cantharidae.

## Distribución geográfica
Habita en China.